# Munduruku

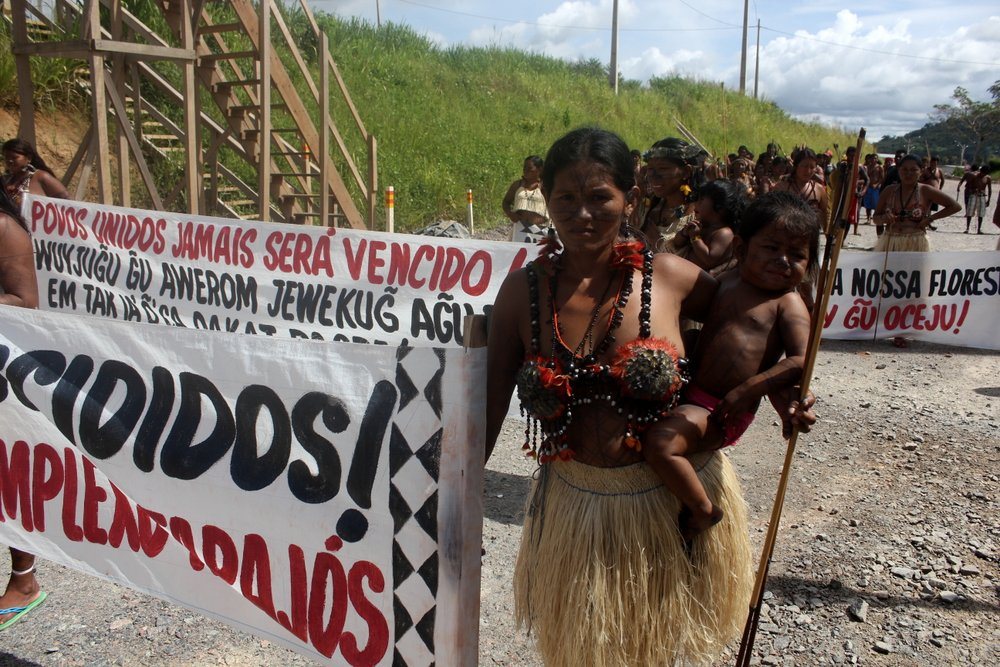
Photographie de l'occupation protestant contre la construction de l'usine Belo Monte en 2013

Les Mundurukus,  Mundurucus, ou Wuujuyû sont un peuple indigène du Brésil. 

## Population et localisation
Ce peuple regroupait environ 10 000 personnes en 2002, localisées dans les États du Pará, de l’Amazonas et du Mato Grosso, sur le territoire Sawré Muybu.

## Mundurukus, langue et numération
L'étude de ce peuple indigène connaît un certain intérêt, en partie lié aux recherches portant sur son système de numération. 